# 2019年美國聯盟冠軍賽
2019年美國聯盟冠軍賽（英語：ALCS）是美國職棒大聯盟季後賽第二輪的比賽，由美聯西區冠軍休士頓太空人和美聯東區冠軍紐約洋基展開對決。這也是兩隊繼2017年美國聯盟冠軍賽後，再度於美聯冠軍賽上對決。

## 紐約洋基對休士頓太空人
休士頓以4勝2負贏得系列賽
| 場次 | 客隊         | 比分       | 主隊         | 日期     | 場地           | 觀眾人數 |
| ---- | ------------ | ---------- | ------------ | -------- | -------------- | -------- |
| 1    | 紐約洋基     | 7：0       | 休士頓太空人 | 10月12日 | 美粒果公園球場 | 43,311   |
| 2    | 紐約洋基     | 2：3(11局) | 休士頓太空人 | 10月13日 | 美粒果公園球場 | 43,359   |
| 3    | 休士頓太空人 | 4：1       | 紐約洋基     | 10月15日 | 洋基體育場     | 48,998   |
| 4    | 休士頓太空人 | 8：3       | 紐約洋基     | 10月17日 | 洋基體育場     | 49,067   |
| 5    | 休士頓太空人 | 1：4       | 紐約洋基     | 10月18日 | 洋基體育場     | 48,483   |
| 6    | 紐約洋基     | 4：6       | 休士頓太空人 | 10月19日 | 美粒果公園球場 | 43,357   |

## 逐場戰況

### 10月12日 第一場
德克薩斯州，休士頓，美粒果公園球場
前一輪與光芒廝殺到第五戰才勝出的太空人，在第一場派出扎克·格林基對決田中將大。而前三局兩位先發投手都順利壓制對方打線，直到4局上，格林基被葛雷伯·托雷斯擊出二壘安打失掉本場第一分。
而握有一分領先的洋基隊，在6局上靠著托雷斯和賈恩卡洛·斯坦頓的全壘打，讓比分擴大到3比0。而到了7局上，太空人隊投手Ryan Pressly一開始順利拿到2個出局數，不過隨後卻被連續擊出3支安打形成滿壘。而打擊手感火熱的托雷斯再擊出一支安打送回2分。
打線悶了整場的太空人隊在7局下一度形成1出局一三壘有人的局面，不過艾力克斯·布萊格曼擊出雙殺打，沒能讓太空人隊打破鴨蛋。9局上，洋基靠著吉奧·厄爾薛拉的季後賽首轟與托雷斯的滾地球出局再得到2分。終場洋基以7比0獲勝，拿下系列賽第一勝。
| 紐約洋基 | 0 | 0 | 0 | 1 | 0 | 2 | 2 | 0 | 2 | 7 | 13 | 0 |
| 休士頓太空人 | 0 | 0 | 0 | 0 | 0 | 0 | 0 | 0 | 0 | 0 | 3  | 1 |
| 勝投： 田中將大(1–0) 敗投： 扎克·格林基(0–1) 全壘打： 洋基：葛雷伯·托雷斯(6上，1分）、賈恩卡洛·斯坦頓(6上，1分）、吉奧·厄爾薛拉(9上，1分） 太空人：無 |   |   |   |   |   |   |   |   |   |   |    |   |

### 10月13日 第二場
德克薩斯州，休士頓，美粒果公園球場
前役遭完封的太空人打線，很快就在2局下就率先得分，柯瑞亞掃出二壘安打帶有1分打點。洋基先發詹姆斯·帕克斯頓在3局上遭遇失分危機，今日僅投2.1局退場，被打4支安打責失1分，美媒猜測他被太空人破解暗號，因而提前退場。
季後賽對洋基維持不敗的韋蘭德在4局上先是保送D·J·勒馬修，接著一顆失投偏高滑球，遭到「法官」亞倫·賈吉轟出中外野大牆，一棒幫助洋基取得2比1領先。不過5局下亞當·歐塔維諾接替登板失守，他被季後賽打擊低迷的「春天哥」喬治·史普林格回敬一發陽春砲，雙方回到2比2平手。
洋基在6局上取得大好得分機會，但勒馬修在本壘前遭到觸殺出局。接著雙方比數持續僵持，9局下洋基終結者阿羅魯迪斯·查普曼抵擋太空人進攻，將比賽帶入延長賽。
即將退休的C·C·沙巴西亞在10局下首度上場投球，只投一人次就退場，而接替投球的Jonathan Loaisiga上場連續投了兩個保送，不過J·A·哈普連續抓下2個出局數成功滅火，但11局下逃不過卡洛斯·柯瑞亞狙擊，上來直接抓第一球打，這發再見全壘打一棒擊沉洋基隊，太空人成功將戰局扳平。
| 紐約洋基 | 0 | 0 | 0 | 2 | 0 | 0 | 0 | 0 | 0 | 0 | 0  | 2 | 5 | 0 |
| 休士頓太空人 | 0 | 1 | 0 | 0 | 1 | 0 | 0 | 0 | 0 | 0 | 1X | 3 | 7 | 0 |
| 勝投： Josh James (1–0) 敗投： J·A·哈普 (0–1) 全壘打： 洋基：亞倫·賈吉（4上，2分） 太空人：喬治·史普林格（5下，1分）、卡洛斯·柯瑞亞（11下，1分） |   |   |   |   |   |   |   |   |   |   |    |   |   |   |

### 10月15日 第三場
紐約，布朗克斯區，洋基體育場
太空人開賽就展現長打火力，首局荷西·奧圖維鎖定洋基先發路易斯·賽佛里諾（Luis Severino）一顆87.6英哩的滑球，一棒掃出左外野大牆；而柯爾首局遇到失分危機，洋基打線1局下一度有2出局攻占滿壘的得分機會，葛瑞戈爾斯（Didi Gregorius）敲滾地球遭刺殺，洋基留下滿壘殘壘。
2局上乔希·雷迪克（Josh Reddick）敲出陽春彈，太空人取得2分領先。第7局太空人在1出局攻占滿壘的情況下，洋基後援投手布里頓（Zack Britton）發生暴投掉分，接著古利爾（Yuli Gurriel）擊出高飛犧牲打，太空人再添2分。
洋基打線直到8局下靠葛雷伯·托雷斯（Gleyber Torres）陽春砲才打破鴨蛋。太空人終場以4：1贏球，系列賽取得2：1領先。
| 休士頓太空人 | 1 | 1 | 0 | 0 | 0 | 0 | 2 | 0 | 0 | 4 | 7 | 0 |
| 紐約洋基 | 0 | 0 | 0 | 0 | 0 | 0 | 0 | 1 | 0 | 1 | 5 | 1 |
| 勝投： 格里特·柯爾(1–0) 敗投： 路易斯·賽佛里諾(0–1) 救援成功： Roberto Osuna（1） 全壘打： 太空人：荷西·奧圖維(1上，1分）、乔希·雷迪克(2上，1分） 洋基：葛雷伯·托雷斯(8下，1分） |   |   |   |   |   |   |   |   |   |   |   |   |

### 10月17日 第四場
紐約，布朗克斯區，洋基體育場
太空人先發葛蘭基（Zack Greinke）首局控球不穩，被敲1安、投3次保送，失掉1分。而洋基先發田中將大則在第3局遇到亂流，先投保送又被敲安，太空人喬治·史普林格（George Springer）逮中一顆86.6英哩的指叉球，轟出左外野三分彈，這是他在季後賽生涯第13轟，再刷新隊史新高。
田中將大續投第6局，讓首名打者柏格曼（Alex Bregman）擊出一壘方向滾地球時，洋基一壘手拉梅修（DJ LeMahieu）發生失誤，田中將大也被換下場，由查德·格林後援。1出局後，太空人狄亞茲（Aledmys Diaz）敲安，下棒卡洛斯·柯瑞亞（Carlos Correa）轟出三分彈，幫助太空人擴大到5分差；洋基捕手蓋瑞·桑契斯（Gary Sanchez）在6局下轟出兩分砲，追至3分差。
不過8局上太空人靠二壘安、和拉梅修再次發生接球失誤，攻占一、三壘，洋基緊急換沙巴西亞（CC Sabathia）後援，下棒太空人打者狄亞茲敲二壘方向滾地球，洋基二壘手托瑞斯（Gleyber Torres）發生接球失誤，讓太空人再得1分。
9局上奧圖維敲游擊方向滾地球，托瑞斯又發生接球失誤，艾圖維上到二壘，布蘭特利（Michael Brantley）敲安再添1分，終場太空人以8：3獲勝，系列賽取得3：1的聽牌優勢。
| 休士頓太空人 | 0 | 0 | 3 | 0 | 0 | 3 | 0 | 1 |   | 8 | 8 | 1 |
| 紐約洋基 | 1 | 0 | 0 | 0 | 0 | 2 | 0 | 0 | 0 | 3 | 5 | 4 |
| 勝投： Ryan Pressly(1–0) 敗投： 田中將大(1–1) 全壘打： 太空人：喬治·史普林格（3上，3分）、卡洛斯·柯瑞亞（6上，3分） 洋基：蓋瑞·桑契斯（6下，2分） |   |   |   |   |   |   |   |   |   |   |   |   |

### 10月18日 第五場
紐約，布朗克斯區，洋基體育場
洋基先發派克斯頓（James Paxton）首局遇亂流掉1分，不過下個半局隊友就以火力支援，單局灌進4分，D·J·勒馬修首局首打席從賈斯丁·韋蘭德（Justin Verlander）手中敲出追平的右中外野陽春砲，艾倫·希克斯再補上一發打到右外野標竿的3分砲，助隊超前比分，中斷洋基本季最長15支0的得點圈無安打紀錄。
賈斯丁·韋蘭德季後賽首局挨2轟是生涯頭一遭，不過他隨後也回穩，先發7局飆出7次三振，被敲5安失4分，而派克斯頓也越投越穩，主投6局挨4安失1分，另有9次三振和4次保送。
洋基在7局啟動牛棚接管戰局，坎利（Tommy Kahnle）、布里頓（Zack Britton）和終結者查普曼（Aroldis Chapman）等人守成，洋基終場在主場以4：1擊敗太空人，派克斯頓收下生涯季後賽首勝。洋基將系列賽追至2：3落後，19日將作客太空人主場進行第6戰。
| 休士頓太空人 | 1 | 0 | 0 | 0 | 0 | 0 | 0 | 0 | 0 | 1 | 5 | 0 |
| 紐約洋基 | 4 | 0 | 0 | 0 | 0 | 0 | 0 | 0 | X | 4 | 5 | 0 |
| 勝投： James Paxton(1–0) 敗投： 賈斯丁·韋蘭德(0–1) 全壘打： 太空人：無 洋基：D·J·勒馬修（1上，1分）、艾倫·希克斯（1上，3分） |   |   |   |   |   |   |   |   |   |   |   |   |

### 10月19日 第六場
德克薩斯州，休士頓，美粒果公園球場
太空人、洋基在美聯冠軍戰第6場都排出牛棚投手先發，首局太空人一壘手尤里斯基·古力歐就自洋基先發投手查德·格林手中轟出3分砲，前2局，太空人以3比1領先洋基；不過4局上，洋基8棒吉奧·厄爾薛拉再轟出陽春砲追回1分，太空人僅以3比2領先洋基1分。6局下，太空人再攻下1分，以4比2領先；洋基一路落後至９局上，厄爾薛拉一上來就敲一壘安打，1出局後，D·J·勒馬修轟出右外野2分砲，一棒追平比數。9局上雙方打成4比4平手。
洋基好不容易追平比數，但9局下，洋基終結者阿羅魯迪斯·查普曼(Aroldis Chapman)登板，2出局後，史普林格獲保送，荷西·奧圖維擊出石破天驚的再見2分砲，終場太空人以6比4擊退洋基。
| 紐約洋基 | 0 | 1 | 0 | 1 | 0 | 0 | 0 | 0 | 2  | 4 | 10 | 0 |
| 休士頓太空人 | 3 | 0 | 0 | 0 | 0 | 1 | 0 | 0 | 2x | 6 | 6  | 0 |
| 勝投： Roberto Osuna(1–0) 敗投： 阿羅魯迪斯·查普曼(0–1) 全壘打： 洋基：吉奧·厄爾薛拉（4上，1分）、D·J·勒馬修（9上，2分） 太空人：尤里斯基·古力歐（1下，3分）、荷西·奧圖維（9下，2分） |   |   |   |   |   |   |   |   |    |   |    |   |

## 焦點球員
- 田中將大在第一場先發主投6局無失分，他也成為大聯盟史上第一位在季後賽連續7場先發失分都低於2分的投手。[7]
- 葛雷伯·托雷斯在第一場單場擊出5分打點，他以22歲又344天的年紀成為洋基隊史最年輕在季後賽拿下單場5分打點的球員。[8]

## 外部連結
- 大聯盟季後賽日程（页面存档备份，存于）
- 2019年美聯冠軍賽（页面存档备份，存于）